# Вайсензее (езеро в Австрия)
Вайсензе (на немски: Weißensee) е езеро в Австрия, във федералната област Каринтия, в района на Гайлталските Алпи.
То се намира на височина 930 m надморска височина (над нивото в Адриатическо море) и по този начин е най-високо разположеното езеро от големите езера в Каринтия. По-голямата част от езерото принадлежи на община Вайсензе, а късият източен бряг е към община Щокенбой.

## Общи сведения
Вайсензе е дълго 11,6 km дълго, най-широкото място е 900 m, а най-голяма дълбочина – 90 m. Водосборният му басейн е 46 km². Повърхността му е 6,5 km². Бреговата ивица е 23 km и една трета от нея е застроена. Останалата част е природозащитен обект.

## Екологично състояние
Около езерото през 1969 г. е изградена кръгова канализация, която предотвратява попадането в него на отпадни води от околните селища. Поради тази причина качеството на водата на езерото е високо и то е отлична риболовна зона. С видимостта си до 6 m дълбочина и качества, отговарящи на критериите за питейна вода, то представлява идеално място за къпане, като температура на водата достига до 24 °C. За запазване на качеството на водата в езерото е забранено използването на двигатели с вътрешно горене (прави се изключение за някои служебни цели – редовното корабоплаване, полиция, водни спасители, селско и горско стопанство).

## Туризъм и спорт
В околността на езерото се намират няколкостотин километра мрежа от туристически пешеходни и велосипедни пътеки от различни степени на трудност. На най-тясното място на езерото преминава мост, съединяващ северния и южния бряг на езерото.
През зимата от декември до март езерото замръзва с дебелина на ледената покривка до 58 cm. Това позволява там да се провеждат състезания по маратон с кънки на естествен лед.
През 2007 г. на езерото се провежда първият световен шампионат по подводен хокей на лед. При това игрището се намира от долната страна на леда и шайбата е изработена от дърво и стиропор. Играят по двама играчи от отбор.

## Галерия
- Пътнически кораб
- Западният бряг при Течендорф
- Вайсензе изглед на запад от моста при Течендорф
- Вайсензе изглед на изток от моста при Течендорф
- Вайсензе през зимата
- Ледена пързалка на езерото
- Селището Течендорф
- Вайсензе, северният бряг